# سلوبودان سيموفيتش
سلوبودان سيموفيتش (بالصربية: Slobodan Simović)‏ هو لاعب كرة قدم صربي في مركز الوسط، ولد في 22 مايو 1989 في تشاتشاك في صربيا. لعب مع باتي بوريسوف ودينامو مينسك وسبارتاك سوبتيتسا ونادي آكتوبه ونادي سلوفان براتيسلافا.

## وصلات خارجية
- سلوبودان سيموفيتش على موقع قاعدة بيانات كرة القدم.إي يو (الإنجليزية)
- سلوبودان سيموفيتش على موقع Soccerway.com (الإنجليزية)
- سلوبودان سيموفيتش على موقع AS.com (الإسبانية)